# Rysk roulette

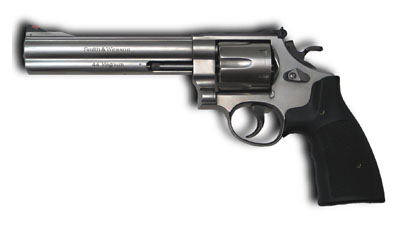
Rysk roulett spelas med revolver.

Rysk roulette är en aktivitet där en eller flera personer turas om att avfyra en revolver som laddats med ett (eller flera – för att öka risken för träff) skott mot sin egen tinning. Före första "försöket" snurras revolvertrumman, för att slumpa i vilken position det skarpa skottet hamnar. Det är troligen i detta moment spelet fått sin jämförelse med roulette.

## Sannolikheter

### Sannolikheter med kontinuerlig snurrning
När en revolver med magasin för sex patroner laddas med en enda kula är chansen att överleva ett "försök" 5/6 (83,3 %), förutsatt att ett skott garanterat dödar. Den sannolikheten förändras aldrig under spelets gång så länge patrontrumman snurras inför varje "försök".

### Sannolikhet utan kontinuerlig snurrning
Snurrar man endast inför första försöket – och fortsätter till dess patronen hamnar i loppet och skottet går av – försämras överlevnadschanserna successivt.
- 1:a försöket 5/6 (83,3 %) överlevnadschans
- 2:a försöket 4/5 (80,0 %) överlevnadschans
- 3:e försöket 3/4 (75,0 %) överlevnadschans
- 4:e försöket 2/3 (66,7 %) överlevnadschans
- 5:e försöket 1/2 (50,0 %) överlevnadschans
- 6:e försöket 0/1 ( 0,0 %) överlevnadschans = garanterad död

(täljaren = tomma platser, nämnaren = kvarvarande platser i trumman)
Om en spelare exempelvis skall göra fjärde försöket (utan att skott gått av tidigare) har han just då 66,7% chans att överleva. Det finns i det läget tre platser kvar i trumman, och patronen finns i en av dessa tre platser.

### Andra sannolikheter
Chansen att överleva ett visst antal skott i rad – räknat från start (utan omsnurrning av trumman):
- 1 försök 5/6 (83,3 %)
- 2 försök 20/30 (66,7 %)
- 3 försök 60/120 (50,0 %)
- 4 försök 120/360 (33,3 %)
- 5 försök 120/720 (16,7 %)
- 6 försök 0/720 (0,0 %) = garanterad död

(täljaren startar på 5, 5x4, 5x4x3, 5x4x3x2 etc nämnaren 6, 6x5, 6x5x4, 6x5x4x3 etc)
Om någon bestämmer sig för att försöka fyra gånger i rad överlever denne endast i 33,3% av fallen.
Snurrar man på trumman före varje försök förbättras sannolikheten att överleva avsevärt vid upprepade försök. Inför varje "försök" är då överlevnadschansen 5/6 eller cirka 83,3 %, men bestämmer man sig för ett visst antal försök blir sannolikheten att överleva.
- 1 försök 5/6 (83,3 %)
- 2 försök 25/36 (69,4 %)
- 3 försök 125/216 (57,8 %)
- 4 försök 625/1296 (48,2 %)
- 5 försök 3125/7776 (40,2 %)
- 6 försök 15625/46656 (33,5 %)
- 7 försök 78125/279936 (27,9 %)
- 8 försök 390625/1679616 (23,2 %)

(om försök = f så är tabellen 5^f/6^f och den saknar slut)
Tabellen bör tolkas så att även om man snurrar om trumman inför varje försök är det mindre sannolikt att överleva 4 gånger än det är att dö.
Om spelet skall spelas till döds – är det då en fördel att börja eller inte ? Svaret beror på om trumman snurras om inför varje försök eller ej. Snurrar man endast en gång spelar det ingen roll vem som börjar. Detta är enkelt att inse om man tänker sig trummans patronplatser som numrerade från 1 till 6, där plats ett är den plats i trumman som hamnat i loppet efter att man snurrat trumman. Den som inleder kommer då skjuta sig själv om patronen ligger i en "udda" patronplats (förutsatt att man turas om). Ligger patronen på en jämn plats kommer den som inleder att överleva. Båda spelarna har 50% chans att överleva.
Om man däremot snurrar om trumman inför varje försök kommer det alltid vara 1/6 (16,7 %) risk att skjuta sig själv. Då är det en nackdel att börja. Med två revolvrar och samtidiga avfyringar löper båda samma risk, men då finns även en risk (1/36 eller 2,78 %) att båda skjuter sig samtidigt.

## Rysk roulette i media
- Rysk roulette förekommer i den svenska filmen Sommarnattens leende från 1955.
- Filmen The Deer Hunter från 1978, med bland andra Robert de Niro och Christopher Walken.
- Datorspelet Call of Duty: Black Ops från 2010 bygger på referenser från scenen i filmen The Deer Hunter.
- Brottaren Frank Andersson har gått ut med att han vid ett tillfälle i sin ungdom har spelat rysk roulette och var den enda i sällskapet som gjorde det.[1]
- I datorspelet Danganronpa 2: Goodbye Despair från 2012 är rysk roulette med enbart en spelare en av utmaningarna som finns i "The Final Dead Room". Karaktärerna Gundham Tanaka och Nagito Komaeda spelar spelet vid två olika tillfällen. Det är oklart hur Tanakas spelomgång gick till annat än att han överlevde. Komaeda spelade en "inverterad" variant med fem kulor och en tom kammare, vilket han överlevde tack vare sin "Ultimate Lucky Student"-talang.
- I datorspelet Zero Escape: Zero Time Dilemma tvingas karaktärerna Diana, Phi och Sigma spela en variant av rysk roulette där en revolver med tre tomma kammare och tre kulor placeras mot den fastspända Sigmas huvud. Diana får sedan valet mellan att låta Phi brännas till döds, vilket garanterar Sigmas överlevnad, eller att avfyra revolvern, vilket garanterar Phis överlevnad men har 50% risk att döda Sigma.